# Adrian Utley
Adrian Francis Utley (născut pe 27 aprilie 1957) este un muzician englez și membru al trupei Portishead. 
Născut în Northampton, Utley a învățat singur să cânte la chitară, bas și claviaturi fiind profesionist de la vârsta de 18 ani când a început să cânte în diverse cluburi cu artiști de muzică soul. 
1. ↑  Montreux Jazz Festival Database[*] Verificați valoarea |titlelink= (ajutor);